# Корженков, Александр Викторович
Александр Викторович Корженков (род. 23 мая 1958, Камышлов, Свердловская область) — советский и российский эсперантист, редактор, издатель.

## Биография
Родился 23 мая 1958 года в городе Камышлов Свердловской области. Окончил Тюменский индустриальный институт. Работал инженером по нефтепроводам и строительству в Тюменской области. В 1984 года переехал в Свердловск (ныне Екатеринбург). С 2001 года живёт в Калининграде.
Языком эсперанто начал заниматься в 1976 году в Тюмени. Руководил местным эсперанто-клубом и тюменской региональной организацией. В 1981—1982 годах был секретарём ЛКС — неофициальной общенациональной организации, противостоящей АСЭ. Член комитета Уральского эсперанто-общества. Организовал около 50 эсперантистских встреч, множество лекций, уроков, курсов.
Занимается издательской деятельностью, также преподаёт эсперанто молодёжи.
Был номинирован на звание эсперантиста года в 2009 году «за обширное и тщательное исследование жизни, творчества и идей Заменгофа», а также за работы и лекции по этому предмету, особенно за книгу «Homarano», изданную в том же году. В 2010 году стал лауреатом премии FAME (совместно с Галиной Горецкой).

## Публикации
Издавал и редактировал газеты «Sezonoj», «Ekzakte», журнал «La Ondo de Esperanto» (с 1991 по 2020 год). Вместе со своей женой Галиной Горецкой опубликовал более 75 книг на эсперанто и об эсперанто и перевёл несколько книг. Корженков — автор сотен статей в десятках периодических изданий на эсперанто и русском языках. Член правления Всемирной ассоциации журналистов-эсперантистов (1992) и единственный российский член Эсперанто-ПЕН-центра.